# Cloaking
 (octobre 2017).
Si vous disposez d'ouvrages ou d'articles de référence ou si vous connaissez des sites web de qualité traitant du thème abordé ici, merci de compléter l'article en donnant les références utiles à sa vérifiabilité et en les liant à la section « Notes et références ».
Pour les articles homonymes, voir Masque (homonymie).
Le cloaking (en français, masquage) est une technique utilisée par les black hat pour optimiser leur positionnement dans les moteurs de recherche. Elle consiste pour le serveur web ainsi programmé à présenter un contenu de page web différent suivant que le client distant est un robot de moteur de recherche ou un internaute humain.

## Fonctionnement
La distinction du visiteur (robot ou internaute humain) est réalisée par le serveur web grâce à une reconnaissance de l'adresse IP (par exemple identification d'un moteur de recherche par son IP), ou l'en-tête HTTP User-Agent envoyé par le client qui fait une requête sur la page. Quand un client est identifié comme étant un robot de moteur de recherche, un script localisé sur le serveur web délivre une version différente de la page web, une version qui contient des éléments non présents sur la page web « normale » (lisible par un humain).
Le seul usage légitime qu'il peut être fait de cette technique est de proposer seulement aux clients qui peuvent l'interpréter des contenus spécifiques (par exemple, un contenu Adobe Flash n'est pas lisible par un robot).

## Utilisations
Le cloaking est souvent utilisé comme technique de référencement abusif (spamdexing) afin de duper les moteurs de recherche et faire ainsi monter le rang du site ou de la page dans les classements des moteurs de recherche, technique dite d'upranking. Elle peut aussi être utilisée pour berner les utilisateurs de moteur de recherche en les amenant à visiter une page ou un site grâce à la description fournie par le dit moteur de recherche, alors que la page finalement visible par l'utilisateur a un contenu sensiblement différent et/ou sans rapport, voire un contenu pornographique. Pour cette raison, les moteurs de recherche principaux considèrent que cette technique est une violation de leur directives, et ils sous-notent ou suppriment les sites incriminés lorsqu'un cloaking est détecté comme étant frauduleux.

## Dépistage
Quand la page est modifiée en fonction du navigateur utilisé (détecté par l'en-tête User-Agent du protocole HTTP), cela peut être mis facilement en évidence avec les options de certains logiciels comme Wget (option --user-agent) ou avec des extensions Firefox qui permettent de se faire passer pour n'importe quel agent-utilisateur. Exemple : Slurp (robot de Yahoo!).